# 뒤셀도르프 대관구
뒤셀도르프 대관구(독일어: Gau Düsseldorf)는 1933년부터 1945년까지 존속했던 나치 독일의 대관구이다. 뒤셀도르프 대관구는 프로이센 라인 주의 뒤셀도르프 현 지역이었다. 이전인 1930년부터 1933년까지는 나치당 지역당의 하부 지역 조직 구분 중 하나였다.

## 역사
원래 나치의 대관구(Gau) 조직은 1926년 5월 22일 나치당 회의에서 지역당 조직 구조 개선을 목적으로 창립한 구역이었다. 이후 1933년 나치가 독일의 권력을 장악하면서 독일의 주 단위 행정구역이 당의 대관구 행정구역으로 대체되었다. 이 지역은 원래 요제프 괴벨스가 통치하는 루르 대관구의 일부였으나 1928년에는 베스트팔렌 대관구의 일부가 되었으며, 1930년 독립된 대관구가 되었다.
각 대관구를 지휘하는 대관구지휘자는 점점 더 권력이 세지면서 제2차 세계 대전 이후에는 외부에서 거의 간섭을 받지 않았다. 지역 대관구지휘자는 정당 행정 뿐 아니라 정부 직책에도 관여하여 선전 감시 등 다양한 작전을 수행했으며, 1944년 9월 이후에는 국민돌격대 소집과 각 대관구 방어작전 역할도 맡았다.
뒤셀도르프 대관구의 대관구지휘자는 1930년부터 1945년까지 프리드리히 카를 플로리안 혼자 맡고 있었다. 전후 플로리안은 나치당 당적 가입 혐의로 6년형을 받고 수감되었으며, 1951년 석방되었다.
이 대관구는 2,700 km2넓이에 2,200,000명 정도의 인구가 거주하고 있었는데, 이는 대관구 순위 중 중간 쯤에 해당했다.